# بای می
بای می (چینی: 白 梅؛ زادهٔ ۸ ژانویهٔ ۱۹۷۵) ژیمناست ریتمیک زن اهل چین بود. وی در بازی‌های المپیک تابستانی ۱۹۹۲ شرکت کرده‌است.